# ゆかりです、ただ今募集中!
『ゆかりです、ただ今募集中!』（ゆかりです、ただいまぼしゅうちゅう）は、1969年10月16日から1970年4月9日までTBS系列局で放送されていたTBS製作の音楽番組である。放送時間は毎週木曜 19:00 - 19:30 （日本標準時）。

## 概要
1969年当時活動していたグループやコンビの中心人物をゲストに迎えていた番組で、伊東ゆかりが司会を務めていた。番組は、伊東がゲストとのセッションで歌うコーナーと、視聴者が作詞した歌を伊東が歌う「作詞募集コーナー」によって構成されていた。